# 保拉罗
保拉罗（義大利語：Paularo），是意大利乌迪内省的一个市镇。总面积84.23平方公里，人口2803人，人口密度33.3人/平方公里（2009年）。ISTAT代码为030073。